# Edmontosaurinis
Edmontosaurini són un grup (tribu) de dinosaures hadrosàurids saurolofins que visqueren a l'Hemisferi Nord durant el Cretaci inferior. Actualment aquest grup conté els Edmontosaurus, Ugrunaaluk, Shantungosaurus, Kamuysaurus i Laiyangosaurus, mentre que Anatotitan pot ser un grup diferent. Kerberosaurus i Kundurosaurus poden ser membres d'aquest grup però més probablement només són saurolofins.